# Castilleja exserta
Castilleja exserta là loài thực vật có hoa thuộc họ Cỏ chổi. Loài này được (A.Heller) T.I.Chuang & Heckard mô tả khoa học đầu tiên năm 1991.

## Hình ảnh

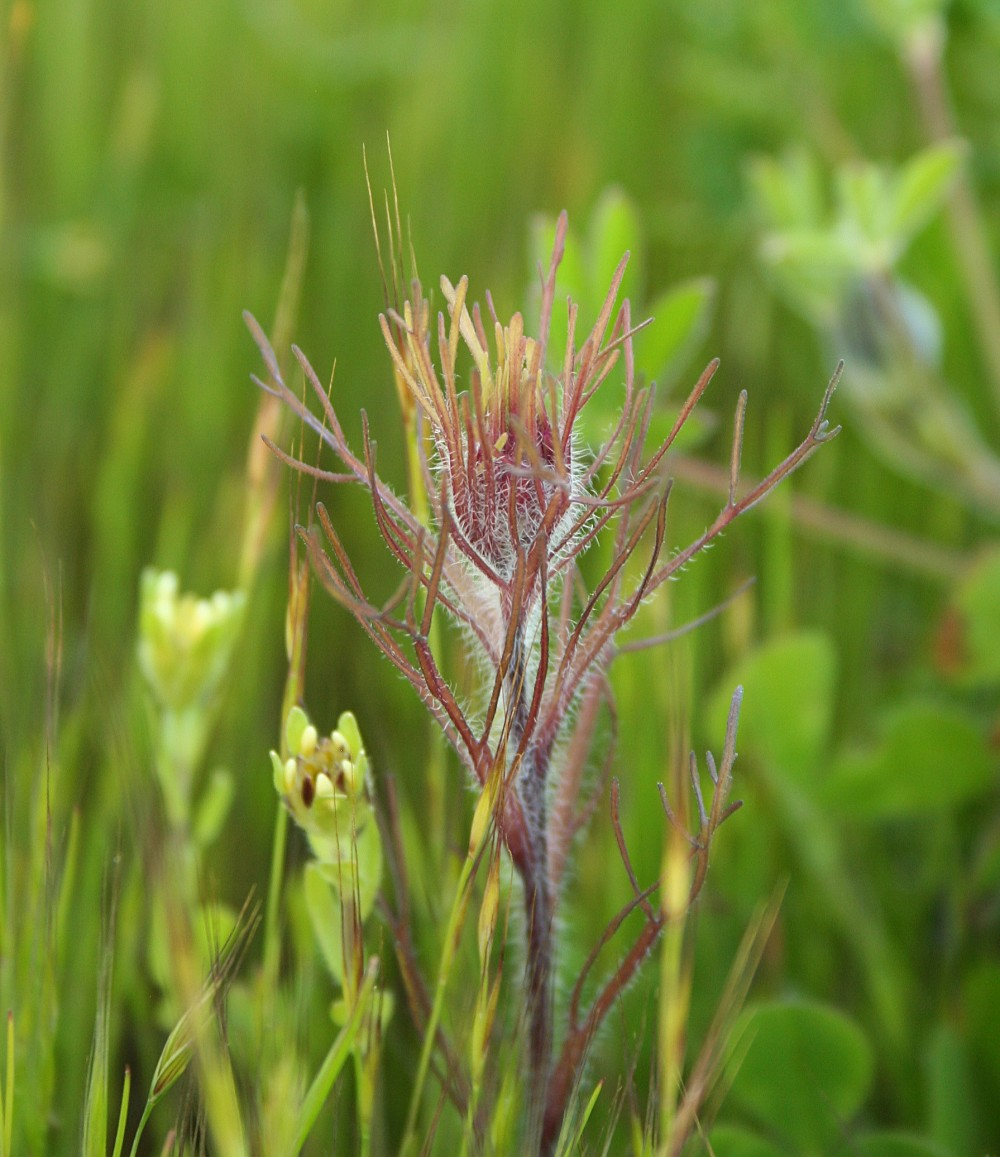
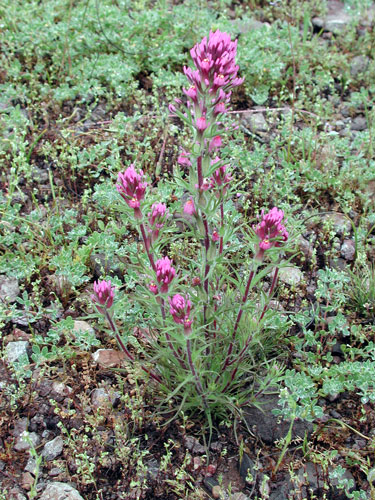
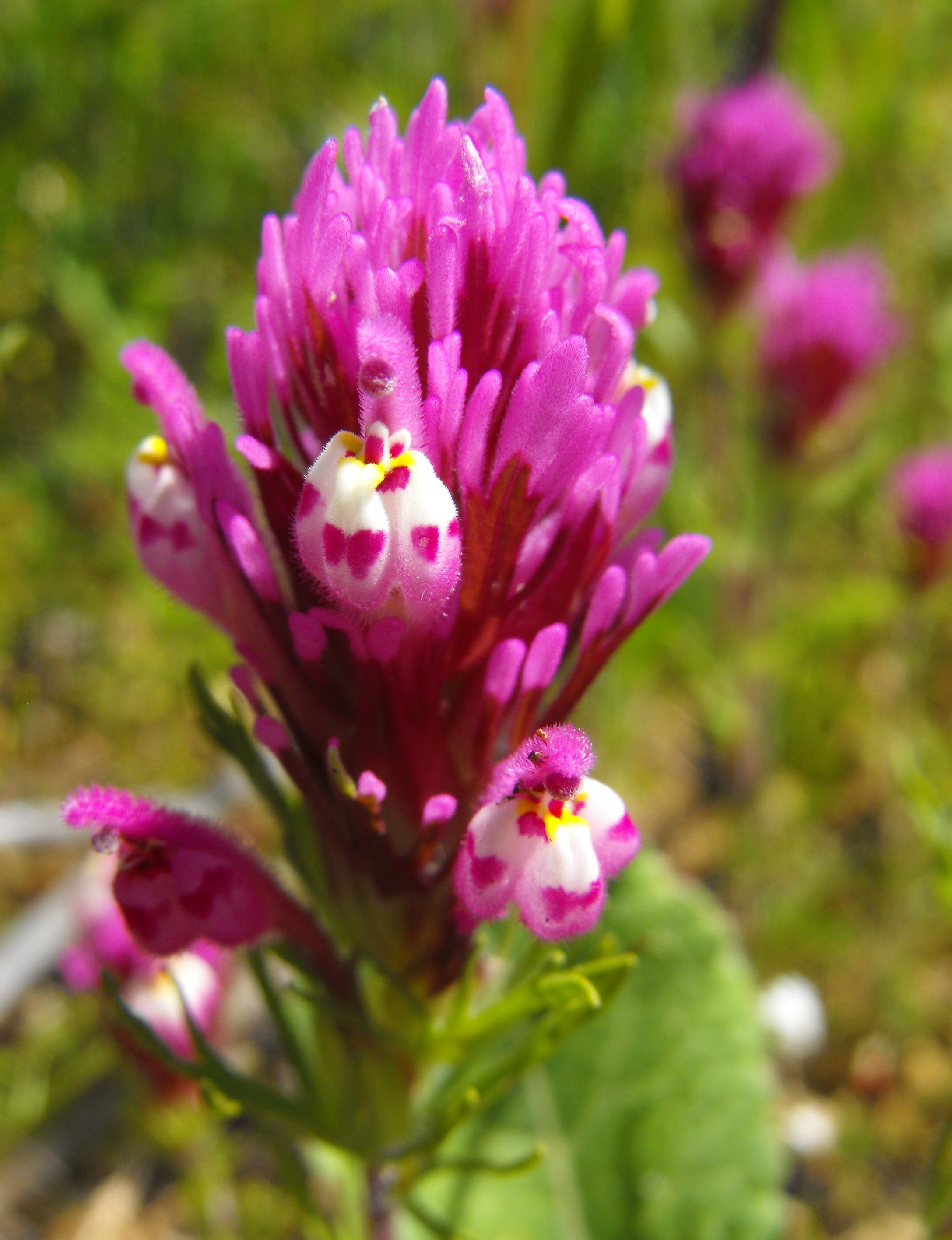
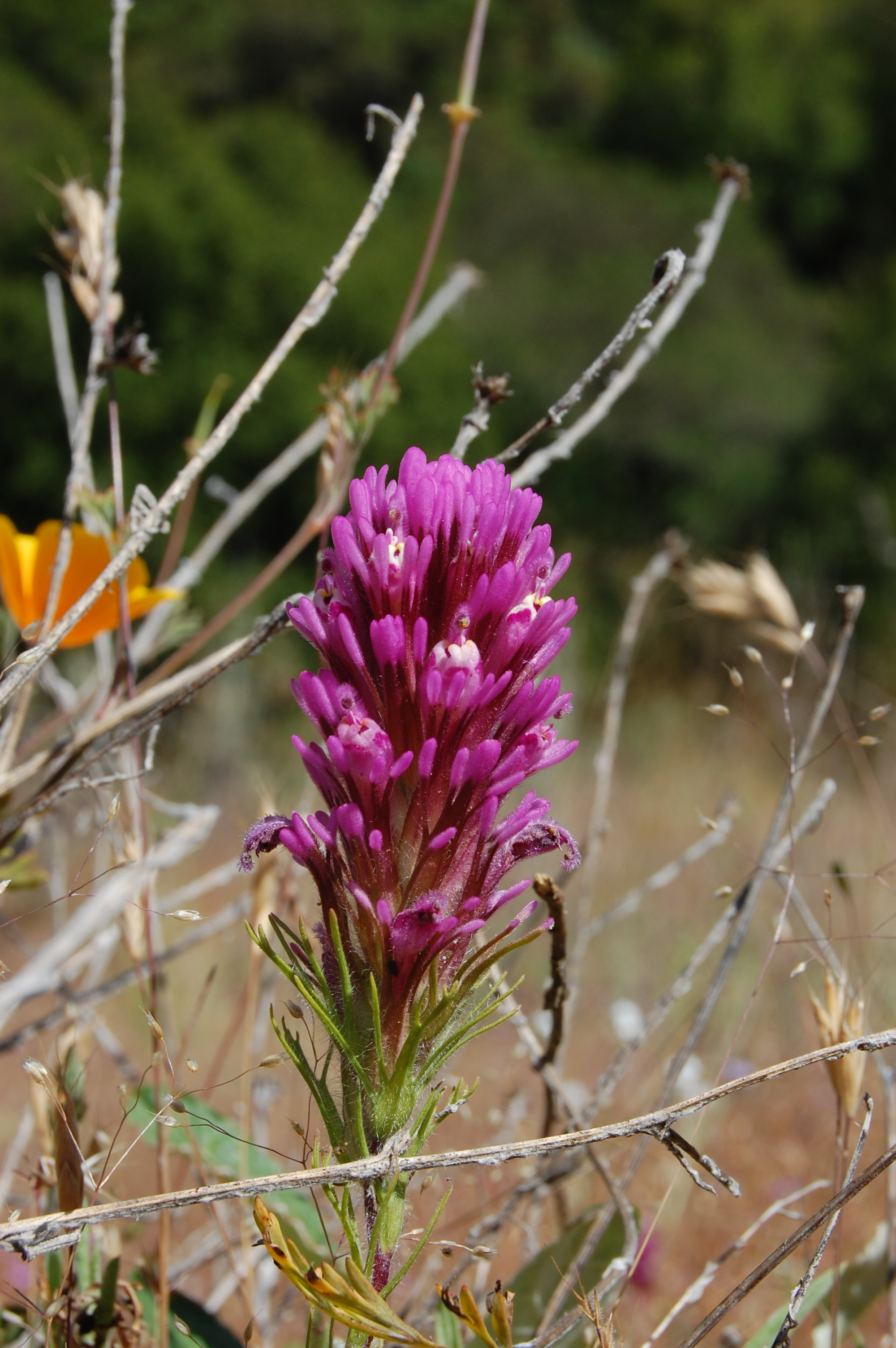